# Chùa Diệu Đế
Chùa Diệu Đế (妙諦寺) toạ lạc bên bờ sông Hộ Thành, người Huế gọi là sông Gia Hội, hoặc sông Đông Ba, nay là số 100B đường Bạch Đằng, gần cầu Gia Hội. Chùa Diệu Đế cùng với chùa Thiên Mụ và chùa Thánh Duyên là  ba ngôi quốc tự của nhà Nguyễn còn tồn tại đến ngày nay.

## Lịch sử

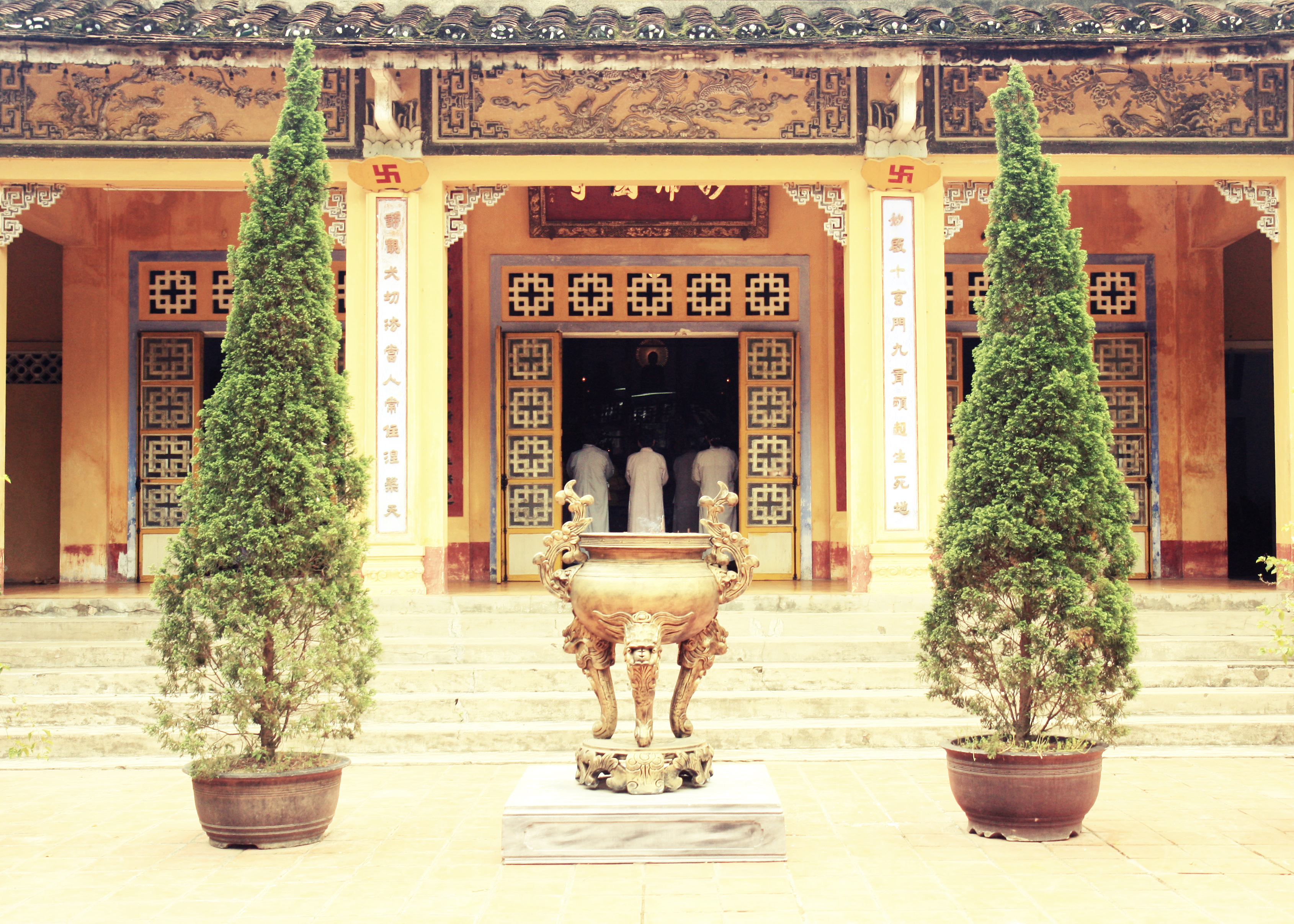
Chánh điện cũ của chùa Diệu Đế

Chùa nguyên là phủ của vua Thiệu Trị, nơi nhà vua Thiệu Trị ra đời năm 1807. Năm Thiệu Trị thứ 4 (1844) nhà vua cho xây dựng chùa với quy mô đồ sộ trên nền phủ đệ cũ, và sắc phong làm Quốc tự.
Tháng 5/1885, kinh thành bị thất thủ, quân Pháp chiếm đóng một số địa điểm quan trọng của triều đình. Tháng 6/1885, vua Hàm Nghi cho triệt giải chùa Giác Hoàng trong Kinh Thành và chuyển các tượng Phật ra thờ tại chùa Diệu Đế. Nhưng sau đó kinh đô thất thủ, phủ đường Thừa Thiên bị Pháp chiếm đóng, triều đình Đồng Khánh sử dụng Trí Tuệ Tinh Xá làm phủ đường của phủ Thừa Thiên, Cát Tường Từ Thất làm sở đúc tiền, hai nhà Tả, Hữu tăng phòng được dùng làm trụ sở cho Khâm Thiên Giám và nhà lao của phủ Thừa Thiên.
Năm 1887, đa số các dãy nhà của chùa bị triệt hạ. Còn lại Đại Giác điện, Chung lâu, Đạo Nguyên các, cổ lâu, trung đình và tam quan lâu còn giữ lại. Năm 1889, vua Thành Thái ban cho Hòa thượng Thanh Minh - Tâm Truyền 3000 quan tiền để trùng tu chùa Diệu Đế, tuy nhiên vẫn không thể khôi phục lại quy mô như cũ.
Năm 1904, một cơn bão lớn đã làm sụp đổ một số điện thờ. Đến năm 1910, gác Đạo Nguyên do bị hư hỏng nặng nên phải triệt hạ, chỉ còn hại cổ lâu và chung lâu.
Năm 1930, trong phong trào chấn hưng Phật giáo, chùa Diệu Đế được dùng làm trụ sở của Hội Phật học An Nam.
Đến năm 1953, Hòa thượng Diệu Hoằng đã trùng tu lại chùa dưới sự giúp sức của bà Từ Cung và các Phật tử. Chùa Diệu Đế khi ấy có quy mô được thu gọn như ngày nay.

Năm 2018, Quốc tự Diệu Đế được khởi công đại trùng tu. Toàn bộ phần chánh điện cũ có từ năm 1953 được giữ lại nguyên vẹn.